# (37152) 2000 VV56
2000 VV56 (asteroide 37152) é um asteroide da cintura principal. Possui uma excentricidade de 0.29457140 e uma inclinação de 7.15979º.
Este asteroide foi descoberto no dia 3 de novembro de 2000 por LINEAR em Socorro.